# Ґізела Бонн
Ґізела Бонн (нім. Gisela Bonn) (22 вересня 1909 [де?]— 11 жовтня 1996[де?]) — німецька журналістка, письменниця, екологічна активістка та індологиня, відома своїм внеском у покращення індо-німецьких відносин. Вона була авторкою багатьох книг, у тому числі кількох про Індію, таких як Індійський виклик, Індія і субконтинент та Неру: Підходи до державного діяча і філософа. Уряд Індії нагородив її четвертою найвищою цивільною нагородою Падма Шрі в 1990 році. Індійська рада з культурних зв'язків (ICCR), автономний орган при уряді Індії, на честь її заслуг у зміцненні індо-німецьких дружби у 1996 році заснував нагороду Гізели Бонн.